# Muscle rhomboïde
 (juillet 2015).
Si vous disposez d'ouvrages ou d'articles de référence ou si vous connaissez des sites web de qualité traitant du thème abordé ici, merci de compléter l'article en donnant les références utiles à sa vérifiabilité et en les liant à la section « Notes et références ».
Les muscles rhomboïdes sont deux muscles pairs du dos : le muscle petit rhomboïde et le muscle grand rhomboïde.

## Description
L'ensemble des deux muscles petit et grand rhomboïde forme un muscle plat de forme losangique entre le rachis et la scapula. 

## Actions
Lorsque le rachis est considéré comme fixe, les actions des muscles rhomboïdes sont  : 
- adduction de la scapula
- élévation de la scapula
- rétro-pulsion de la scapula
- rotation médiale de la scapula
  - Par son effet de rotation de la scapula, ils sont abaisseurs de l'épaule.
- Ils participent également au plaquage de la scapula contre le grill costal, en synergie avec le muscle dentelé antérieur.

Lorsque la scapula est considérée comme fixe : 
- Stabilisation de la charnière cervico-thoracique en synergie avec le muscle dentelé postérieur et supérieur.

## Innervation
Les muscles rhomboïdes sont innervés par le nerf dorsal de la scapula, issu du plexus brachial des racines nerveuses C4 et C5.

## Vascularisation
Les muscles rhomboïdes sont vascularisés par l'artère scapulaire dorsale.

## Muscle antagoniste
- Muscle dentelé antérieur

## Culture physique
Le petit et le grand rhomboïde interviennent comme muscles stabilisateurs dans l'exercice du soulevé de terre.

## Galerie

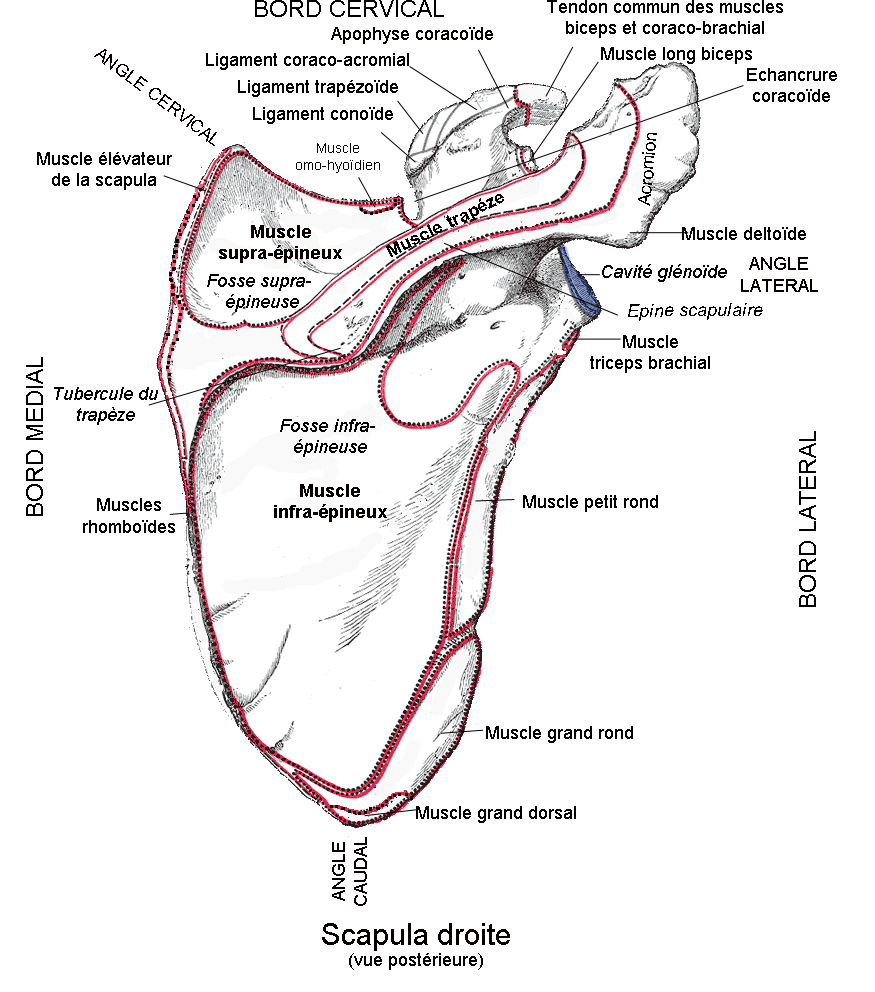